# Tân Hòa, Tây Ninh
Tân Hòa là một xã thuộc tỉnh Tây Ninh, Việt Nam.

## Địa lý
Xã Tân Hòa nằm ở phía đông bắc huyện Tân Châu, có vị trí địa lý:
- Phía đông và đông nam giáp tỉnh Bình Phước
- Phía tây giáp xã Suối Ngô
- Phía tây nam giáp xã Tân Thành
- Phía bắc giáp Campuchia với đường biên giới dài 10,1 km.

Xã Tân Hòa có diện tích 260,18 km², dân số năm 2019 là 8.851 người, mật độ dân số đạt 34 người/km².

## Hành chính
Xã Tân Hòa được chia thành 6 ấp: Cây Cầy, Cây Khế, Con Trăn, Suối Bà Chiêm, Tân Thuận, Trảng Trai.